# Надувная лодка
Надувна́я ло́дка — плавсредство, представляет собой надувную конструкцию для плавания по поверхности воды.
Простое и популярное решение для передвижения по воде на небольшие расстояния. Часто применяются при охоте и рыбалке, отдыхе на воде. Лодка с тентом (надувной спасательный плот), входит в оснащение практически всех судов. На военной службе надувные мотолодки используются как средства преодоления водных преград для переправ, морских десантов и тайных диверсионных вылазок.

## История
Надувные резиновые лодки появились в XIX веке.
В 1840-х годах Питер Халкетт сконструировал лодку собственной оригинальной конструкции для британских исследователей в Арктике.
В настоящее время для производства надувных лодок чаще всего используется синтетическая (полимерная) ткань, которая по своим эксплуатационным свойствам превосходит резину. На смену лодкам из резины и «тентовых» тканей пришли надувные лодки из специальной лодочной ткани на основе армированного поливинилхлорида. Лодки изготавливаются из высококачественной ПВХ-ткани — масло-, бензо-, износостойкой и не подверженной влиянию ультрафиолетового излучения. В современных моделях надувных лодок применяется 5-слойная ткань, состоящая из 1 армирующего слоя, 2 герметизирующих и 2 защитных слоёв. Весовая плотность ткани варьирует от 750 г/м2 для малых гребных лодок до 1100 г/м2 и более для моторных лодок длиной от 360 см.
В 1952 году французский врач и мореход-любитель Ален Бомбар в одиночку за 65 дней пересёк на надувной мотолодке Атлантический океан.

## Разновидности
По вариантам использования делятся на лодки общего применения (любительские) и лодки специального назначения (патрульно-спасательные, армейские).
По классу движителя делятся на гребные и моторные лодки. В некоторых моделях гребных лодок предусмотрен навесной (съёмный) транец, допускающий установку лодочного мотора малой мощности.
Конструктивно делятся на:
- сланевые плоскодонные лодки;
- лодки с разборными пайолами и надувным килем;
- лодки с надувным днищем низкого давления;
- лодки с надувным жёстким днищем (с «вкладышем») (air desk);
- лодки с жёстким корпусом и надувными баллонами (rigid-hulled inflatable boat, RHIB).

Плоскодонные надувные лодки характеризуются наименьшим весом и габаритами транспортировочной сумки, минимальным временем приведения в рабочее состояние. Минимальную жёсткость днищу придаёт слань (настил) из водостойкой фанеры. Прямоугольные элементы настила монтируются в предусмотренные для этого тканевые пазы на внутренней стороне днища.
В лодках с жёстким днищем (разборными пайолами) используется дополнительный баллон, расположенный продольно между пайолами и внутренней стороной тканевого днища. Давление воздуха в этом баллоне придаёт днищу лодки килеватость, что делает её более комфортной при движении в режиме глиссирования. Пайолы изготавливают из водостойкой фанеры или анодированного алюминия. Различают 3 типа пайола: складной, жёсткий с н-образным профилем и жёсткий со стрингерами.
На лодках с надувным днищем низкого давления днище по конструкции представляет собой такой же баллон, как и бортовые. В него нагнетается воздух под таким же давлением, как и в бортовые баллоны (обычно 0,25 кг/см2). Приведение такой лодки в рабочее состояние, как правило, занимает немного времени и зависит от производительности компрессора.
На лодках с надувным жёстким днищем вместо пайол используется настил (вкладыш) из специального материала с поперечными волокнами (double wall). В этот вкладыш нагнетается воздух под достаточно высоким давлением (около 1 кг/см2, в баллонах обычно поддерживается давление 0,25 кг/см2). Вес таких лодок, время приведения в рабочее состояние и жёсткость днища меньше, чем у лодок с пайолами.
Наилучшими мореходными характеристиками отличаются лодки с жёстким корпусом и надувными баллонами по периметру лодки (за исключением кормовой части). По сути, это гибрид надувной лодки и катера с цельнопластиковым корпусом. Баллоны предохраняют лодку от опрокидывания на виражах и удерживают судно на плаву при движении в водоизмещающем режиме. При глиссировании лодка соприкасается с водой только кормовой поверхностью днища, благодаря возникшей на большой скорости подъёмной силе.
Пакрафт — это лёгкая и компактная в сложенном виде надувная лодка, без труда переносимая одним человеком и предназначенная для использования в любых водоёмах, включая возможность сплава по бурной воде и плавания по морским заливам и фьордам. Лёгкость пакрафта позволяет сочетать элементы пешего, водного и велосипедного туризмов, а также пересечение водных преград.

## Законодательство Российской Федерации
Надувные лодки грузоподъёмностью более 225 кг относятся к маломерным судам. С 25 мая 2012 года суда массой до 200 кг и мощностью двигателей до 8 кВт включительно не подлежат обязательной регистрации.